# Acacia victorii
Acacia victorii é uma espécie de leguminosa do gênero Acacia, pertencente à família Fabaceae.